# Saul Bellow
Saul Bellow (n. 10 iunie 1915, Lachine⁠(d), provincia Québec, Canada – d. 5 aprilie 2005, Massachusetts, SUA) a fost unul dintre cei mai cunoscuți prozatori evrei americani, laureat al Premiului Nobel pentru Literatură (în anul 1976).

## Motivația Juriului Nobel
"pentru înțelegerea umană și analiza subtilă a culturii contemporane care sunt îmbinate în opera sa ".

## Viața
S-a născut în Lachine, Québec (Canada) într-o familie de evrei, emigrați din Sankt Petersburg, Rusia. Când avea 9 ani familia s-a mutat în Chicago, Illinois (SUA), unde Bellow urmează cursurile Universității din Chicago, dar renunță și își ia un B.A. în sociologie și antropologie la Universitatea Northwestern. Chicago este și locul unde se desfășoară acțiunea multora din scrierile sale. S-a decis să devină scriitor după ce a citit romanul clasic al lui Harriet Becher Stowe "Coliba unchiului Tom". Bellow se mută în 1993 din Chicago la Brookline, Massachusetts, unde moare la 5 aprilie 2005, la vârsta de 89 ani. A fost îngropat în cimitirul evreiesc "Shir he-harim" din Brattleboro, Vermont.
Opera sa se definește prin efortul de a descifra sensul existenței umane, ilustrată în mod pregnant de condiția intelectualului.

## Premii și distincții
A fost primul romancier care a câștigat National Book Award de trei ori. În 1975 a obținut Premiul Pulitzer pentru "Darul lui Humboldt", iar în 1976, a câștigat Premiul Nobel pentru literatură, premiul National Medal of Arts, în 1990 National Book Foundation Medal.

## Romane publicate în România
- Herzog, traducere Radu Lupan, 1992;
- Ravelstein, traducere Antoaneta Ralian, 2001;
- Trăiește-ți clipa, traducere Anda Teodorescu, 2002;
- Darul lui Humboldt, traducere Antoaneta Ralian, 2003;
- Henderson, regele ploii, traducere Vali Florescu, 2003;
- Iarna decanului, traducere Antoaneta Ralian, 2005;
- Aventurile lui Augie March, traducere Nadina Vișan, 2008;
- Planeta domnului Sammler, traducere Ruxandra Drăgan și Călin Cotoiu, 2008;
- Pînă la Ierusalim și înapoi, traducere Marcel Ghibernea, 2003; 2008.

Romanul "Ravelstein" a produs o vie emoție în România, deoarece Saul Bellow l-a folosit drept model pe Mircea Eliade pentru unul dintre personajele sale cu idei fasciste. Cei doi au fost colegi la Universitatea Chicago. 
Acțiunea romanului „Iarna Decanului” se petrece de asemenea în România comunistă, una dintre fostele sale soții (Alexandra Ionescu-Tulcea) era de origine română și scriitorul a însoțit-o la București în 1977, într-o societate dominată de cultul personalității lui Nicolae Ceaușescu, cu cozi și amestecul Securității în societate. Din acest motiv atmosfera din romanul său e cam sumbră.

## Opere publicate
Dintre romanele sale cităm doar pe cele mai cunoscute: 
- Dangling Man (Omul suspendat-1944),
- Victima (1947),
- Aventurile lui Augie March (1953),
- Seize the Day (Trăiește-ți clipa-1956),
- Henderson the Rain King (Henderson, regele ploii(1959),
- Herzog(1964),
- Mr.Sammler's Planet (Planeta domnului Sammler(1970),
- Humboldt's Gift (Darul lui Humboldt-1975),
- To Jerusalem and Back (Până la Ierusalim și înapoi-1976),
- The Dean's December (Iarna decanului-1982),
- More Die of Heartbreak (1987),
- A Theft, (Un jaf) (1989),
- The Bellarosa Connection (Filiera Bellarosa, 1989),
- It All Adds Up - eseu (1994),
- The Actual (1997),
- Ravelstein (2000) (personajul principal fiind unul dintre prietenii săi foarte apropiați, criticul Allan Bloom),
- Collected Stories (2001) din care fac parte Him with His Foot in His Mouth (1984), Mosby's Memoirs (1968).